# Трубілін Микола Тимофійович
Микола Тимофійович Трубілін (8 лютого 1929, станиця Шкуринська, тепер Кущевського району Краснодарського краю, Російська Федерація — 14 вересня 2009, місто Москва) — радянський діяч, заступник голови Ради міністрів Російської РФСР, міністр охорони здоров'я Російської РФСР. Член Центральної Ревізійної Комісії КПРС у 1986—1990 роках. Депутат Верховної ради РРФСР 11-го скликання. Народний депутат СРСР у 1989—1991 роках. Доктор медичних наук (1976).

## Життєпис
У 1953 році закінчив Ростовський державний медичний інститут.
У 1953—1961 роках — лікар-хірург, завідувач Пролетарського районного відділу охорони здоров'я Ростовської області, завідувач міського відділу охорони здоров'я Ростовської області.
Член КПРС з 1959 року.
У 1961—1962 роках — інструктор Ростовського обласного комітету КПРС.
У 1962—1977 роках — на адміністративно-господарських посадах в закладах охорони здоров'я Ростовської області, головний лікар Ростовської обласної клінічної лікарні.
У 1977—1978 роках — завідувач Ростовського обласного відділу охорони здоров'я.
У 1978—1983 роках — заступник, 1-й заступник міністра охорони здоров'я Російської РФСР.
21 квітня 1983 — 6 січня 1986 року — міністр охорони здоров'я Російської РФСР.
6 січня 1986 — 24 травня 1990 року — заступник голови Ради міністрів Російської РФСР.
У 1990—2002 роках — ректор Інституту підвищення кваліфікації Федерального управління медико-біологічних і екстремальних проблем при Міністерстві охорони здоров'я Російської Федерації.
У 2002—2009 роках — проректор з методичної роботи та інновацій Інституту підвищення кваліфікації Федерального управління медико-біологічних і екстремальних проблем при Міністерстві охорони здоров'я Російської Федерації.
Автор праць з проблем організації охорони здоров'я, соціальної гігієни.
Помер 14 вересня 2009 року в Москві.

## Нагороди і звання
- ордени
- медалі
- Почесна грамота уряду Російської Федерації (2009)